# Ottleya utahensis
Ottleya utahensis är en ärtväxtart som först beskrevs av Alice Maria Ottley, och fick sitt nu gällande namn av Dmitry Dmitrievich Sokoloff. Ottleya utahensis ingår i släktet Ottleya och familjen ärtväxter. Inga underarter finns listade i Catalogue of Life.